# Rotomairewhenua / Blue Lake

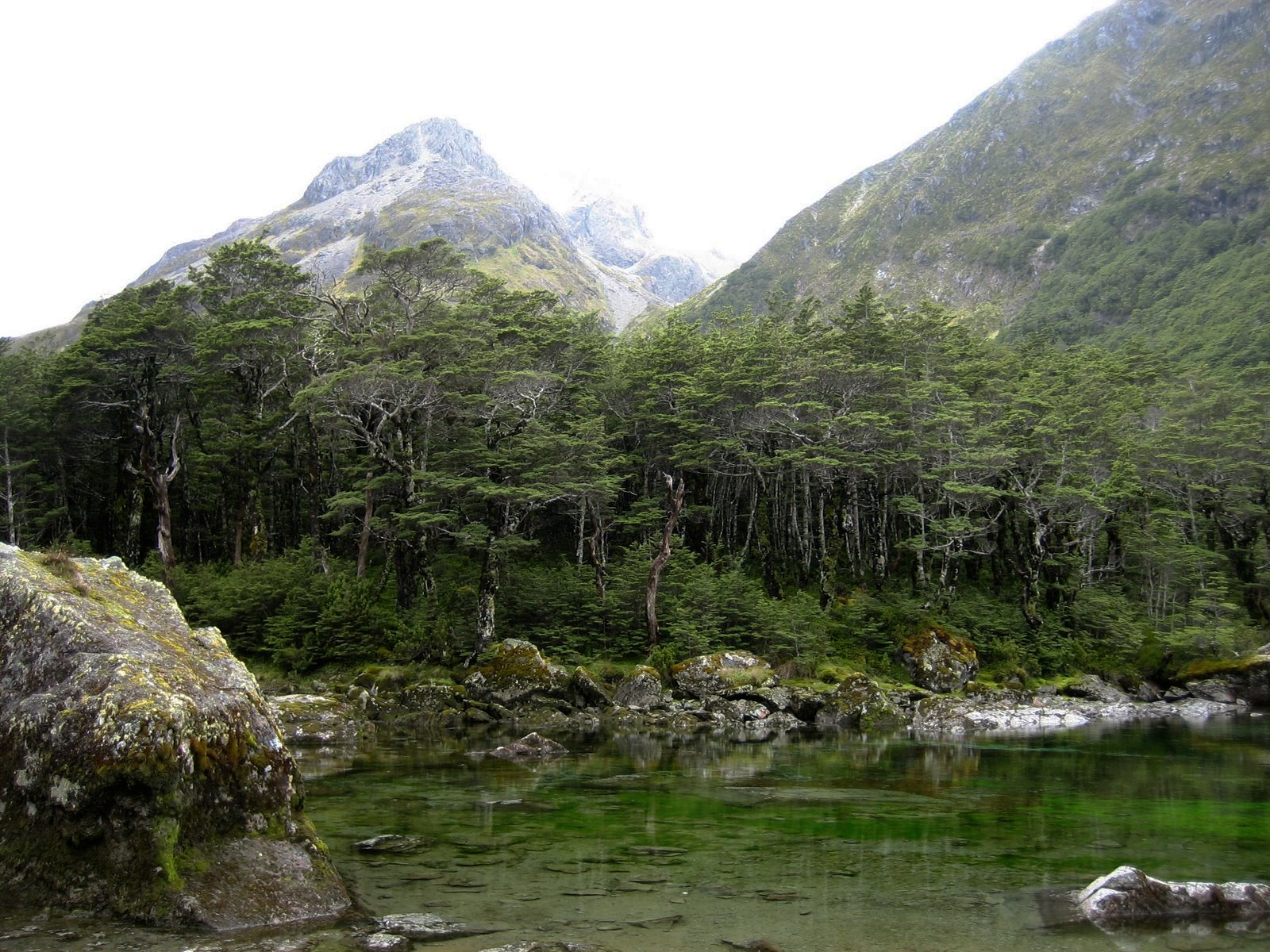
Uferlandschaft des Blue Lake

Der Rotomairewhenua / Blue Lake ist ein kleiner, äußerst klarer See im Nelson Lakes National Park des Tasman District auf der Südinsel von Neuseeland.

## Umbenennung
Der ursprünglich nur als Blue Lake bezeichnete See wurde am 7. August 2014 per öffentlicher Bekanntmachung in Rotomairewhenua / Blue Lake umbenannt.

## Geographie
Der sieben Meter tiefe See befindet sich rund 32 km südsüdwestlich von Saint Arnaud und rund 39 km südöstlich von Murchison an der Westflanke des 2340 m hohen Mount Franklin, der zur Franklin Ridge zählt. Westlich des kleinen Sees, der eine Länge von 385 m besitzt, an seiner breitesten Stelle 97 m misst und auf eine Uferlänge von rund 915 m kommt, liegen die südlichen Ausläufer der Mahanga Range, aus denen sich bevorzugt der See speist. Rund 745 m südsüdöstlich liegt der sich nach Süden entwässernde Rotopōhueroa / Lake Constance, nur durch einen 1400 m hohen Grat vom Rotomairewhenua / Blue Lake getrennt, dessen Abfluss der Sabine River West Branch des Sabine River bildet.

## Der See
Die Besonderheit des Rotomairewhenua / Blue Lake besteht darin, dass er das klarste Wasser führt, das jemals für einen See dokumentiert werden konnte. Die Sichtweite im See horizontal liegt zwischen 70 und 80 Metern, wie eine Untersuchung im Jahr 2011 ergab. Im Vergleich dazu besitzt destilliertes Wasser laut Aussage des Wissenschaftlers Rob Davies-Colley vom NIWA-Institut eine Sichtweite von rund 80 Metern. Durch die Klarheit des Wassers wird auch die blau-violette Farbe des Sees begründet.
Die Wissenschaftler vom NIWA-Institut nehmen an, dass der Rotomairewhenua / Blue Lake, der über eine Wassertemperatur zwischen 5 °C und 8 °C verfügt, wahrscheinlich unterirdisch durch Versickerung durch den höher liegenden Rotopōhueroa / Lake Constance gespeist wird. Man vermutet, dass der Schutt eines Erdrutsches, der zwischen den beiden Seen liegt und einen Damm gebildet hat, das Wasser in besonderer Weise filtert.

## Tourismus
Westlich des Endes des Sees, der auf einer Höhe von 1185 m liegt, befindet sich auf 1190 m die Blue Lake Hut, eine Schutzhütte für Wanderer, die den Blue Lake Track, die Moss Pass Route oder die Wairau Pass Route bewandern. Die Hütte besitzt 16 Schlafplätze. Die Hütte beherbergt jährlich rund 700 Wanderer.
Der See ist von der nördlich liegenden West Sabine Hut innerhalb von 3,5 Stunden Wanderzeit zu erreichen und diese von der am Lake Rotoroa befindliche Sabine Hut innerhalb von 5 Stunden.

## Bedeutung für die Māori
Der Rotomairewhenua / Blue Lake liegt im Rohe (Stammesgebiet) des Iwi Ngāti Apa ki te Rā Tō. Als Teil der 2010 im Treaty of Waitangi geschlossenen Vereinbarungen wurde er ins Eigentum des Stammes zurückgegeben, der es dann der Krone zurückgab. Der See wurde traditionell in Zeremonien genutzt, bei denen die Gebeine männlicher Toter gereinigt und die Seele des Verstorbenen zu seiner Reise ins mythische Hawaiki entlassen wurde. Für den Iwi ist das Wasser des Sees daher unberührbar bzw. heilig („tapu“). Der Rotopōhueroa / Lake Constance wurden für den gleichen Zweck bei weiblichen Verstorbenen genutzt. Der Name des Sees in der Sprache der Māori, Rotomairewhenua, bedeutet „Land des friedvollen Wassers“.